# Арройо-де-лас-Фрагуас
Арройо-де-лас-Фрагуас (ісп. Arroyo de las Fraguas) — муніципалітет в Іспанії, у складі автономної спільноти Кастилія-Ла-Манча, у провінції Гвадалахара. Населення — 37 осіб (2010).
Муніципалітет розташований на відстані близько 90 км на північний схід від Мадрида, 50 км на північ від Гвадалахари.

## Демографія
Динаміка населення (INE ):

## Галерея зображень

Розташування муніципалітету у провінції Гвадалахара